# Albiorix mexicanus
Espèce
Synonymes
- Ideoroncus mexicanus Banks, 1898

Albiorix mexicanus est une espèce de pseudoscorpions de la famille des Ideoroncidae.

## Distribution
Cette espèce est endémique du Mexique. Elle se rencontre en Basse-Californie et en Basse-Californie du Sud.

## Description
L'holotype mesure 2,4 mm.
La femelle décrite par Harvey et Muchmore en 2013 mesure 2,53 mm.

## Systématique et taxinomie
Cette espèce a été décrite sous le protonyme Ideoroncus mexicanus par Banks en 1898. Elle est placée dans le genre Albiorix par Chamberlin en 1930.

## Publication originale
- Banks, 1898 : Arachnida from Baja California and other parts of Mexico. Proceedings of the California Academy of Sciences, sér. 3, vol. 1, p. 205-308 (texte intégral).